# عدد مؤلف للغاية
عدد مؤلف للغاية (بالإنجليزية: Highly composite number)‏ ، والذي يسمى أحيانًا عدد عكس أولي، هو عدد صحيح موجب له قواسم أكثر من أي عدد صحيح موجب أصغر منه. هذا المصطلح صاغه رامانوجان سنة 1915. ومع ذلك، اقترح جان بيير كاهانا أن المفهوم ربما كان معروفا ل أفلاطون ، الذي حدد 5040 باعتباره العدد المثالي للمواطنين في المدينة حيث أن 5040 له قواسم أكثر من أي عدد أصغر منه.
يمكن أن يكون الاسم مضللًا إلى حد ما، حيث إن عددين مؤلفين للغاية مثل (1و 2) ليسا في الواقع عددين مؤلفين.

## أمثلة
يوضح الجدول أدناه بعض الأعداد المؤلفة للغاية. و يرمز {\displaystyle d(n)} إلي عدد قواسم العدد n .
| الترتيب | العدد | العوامل الأولية                                | عدد العوامل الأولية | (d(n |
| ------- | ----- | ---------------------------------------------- | ------------------- | ---- |
| 1       | 1     |                                                | 0                   | 1    |
| 2       | 2     | {\displaystyle 2}                              | 1                   | 2    |
| 3       | 4     | {\displaystyle 2^{2}}                          | 2                   | 3    |
| 4       | 6     | {\displaystyle 3\cdot 2}                       | 2                   | 4    |
| 5       | 12    | {\displaystyle 2^{2}\cdot 3}                   | 3                   | 6    |
| 6       | 24    | {\displaystyle 2^{3}\cdot 3}                   | 4                   | 8    |
| 7       | 36    | {\displaystyle 2^{2}\cdot 3^{2}}               | 4                   | 9    |
| 8       | 48    | {\displaystyle 2^{4}\cdot 3}                   | 5                   | 10   |
| 9       | 60    | {\displaystyle 2^{2}\cdot 3\cdot 5}            | 4                   | 12   |
| 10      | 120   | {\displaystyle 2^{3}\cdot 3\cdot 5}            | 5                   | 16   |
| 11      | 180   | {\displaystyle 2^{2}\cdot 3^{2}\cdot 5}        | 5                   | 18   |
| 12      | 240   | {\displaystyle 2^{4}\cdot 3\cdot 5}            | 6                   | 20   |
| 13      | 360   | {\displaystyle 2^{3}\cdot 3^{2}\cdot 5}        | 6                   | 24   |
| 14      | 720   | {\displaystyle 2^{4}\cdot 3^{2}\cdot 5}        | 7                   | 30   |
| 15      | 840   | {\displaystyle 2^{3}\cdot 3\cdot 5\cdot 7}     | 6                   | 32   |
| 16      | 1260  | {\displaystyle 2^{2}\cdot 3^{2}\cdot 5\cdot 7} | 6                   | 36   |
| 17      | 1680  | {\displaystyle 2^{4}\cdot 3\cdot 5\cdot 7}     | 7                   | 40   |

## العوامل الأولية
بشكل تقريبي، لكي يكون عدد ما مؤلفا للغاية، يجب أن يكون له عوامل أولية صغيرة قدر الإمكان. وفقًا للمبرهنة الأساسية في الحساب ، فإن كل عدد صحيح موجب {\displaystyle n} له عوامل أولية فريدة :

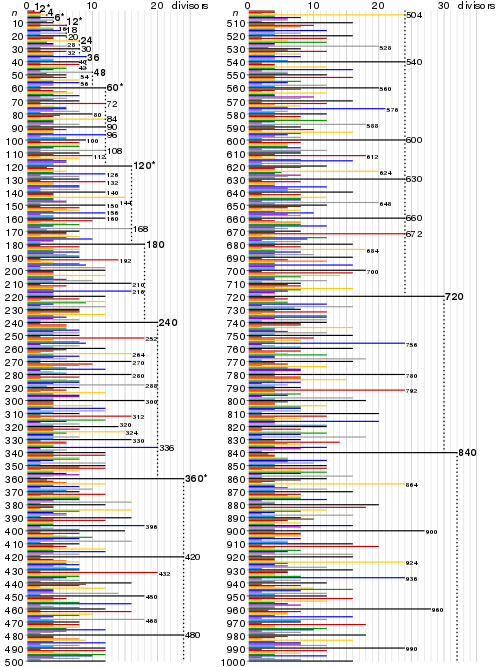
عدد قواسم الأعداد بين 1 و 1000. الأعداد المؤلفة للغاية مكتوبة بخط غليظ.

{\displaystyle n=p_{1}^{c_{1}}\times p_{2}^{c_{2}}\times \cdots \times p_{k}^{c_{k}}\qquad (1)}
بحيث {\displaystyle p_{1}<p_{2}<\cdots <p_{k}} هم أعداد أولية، والقوى {\displaystyle c_{i}} هم أعداد صحيحة موجبة.

أي قاسم ل {\displaystyle n} يجب أن يكون على الشكل الآتي :
{\displaystyle p_{1}^{d_{1}}\times p_{2}^{d_{2}}\times \cdots \times p_{k}^{d_{k}},0\leq d_{i}\leq c_{i},0<i\leq k}
إذاً عدد قواسم {\displaystyle n} هو :
{\displaystyle d(n)=(c_{1}+1)\times (c_{2}+1)\times \cdots \times (c_{k}+1).\qquad (2)}
و من هنا يمكننا أن نستنتج أنه إذا كان {\displaystyle n} عددا مؤلفا للغاية :
- يجب أن تكون عوامله الأولية متسلسلة بالترتيب (2 ، 3 ، 5 ، ...) ؛ إذا لم يكن الأمر كذلك، فيمكننا استبدال أحد الأعداد الأولية بعدد أولي أصغر منه، وبالتالي الحصول على رقم أصغر من {\displaystyle n} بنفس عدد القواسم (على سبيل المثال، يمكن استبدال{\displaystyle 10=2\cdot 5} بـ {\displaystyle 6=2\cdot 3} ؛ كلاهما له أربعة قواسم) .
- يجب أن يكون تسلسل القوى غير متزايد، أي أن :{\displaystyle c_{1}\geq c_{2}\geq \cdots \geq c_{k}} ،إذا لم يكن الأمر كذلك، من خلال تبادل اثنين من القوى، سنحصل مرة أخرى على عدد أصغر من {\displaystyle n} بنفس عدد القواسم (على سبيل المثال {\displaystyle 18=21\cdot 32} يمكن استبدالها بـ{\displaystyle 12=22\cdot 31} ؛ كلاهما له ستة قواسم).

يمكننا إستنتاج قاعدة بسيطة من خلال ملاحظة قائمة الأعداد المؤلفة للغاية، وهي أنه إذا كان {\displaystyle n} عددا مؤلفاً للغاية، فهذا يعني أن آخر عامل أولي ل {\displaystyle n} له أس يساوي واحد. ولكن هذه القاعدة لها استثناء وحيد وهو في الحالات التالية :{\displaystyle n=1}, {\displaystyle n=4} و {\displaystyle n=36}.
لاحظ أنه على الرغم من أن الشروط الموصوفة أعلاه ضرورية، إلا أنها غير كافية لكي يكون العدد مؤلفاً للغاية.  على سبيل المثال، {\displaystyle 2^{5}\cdot 3=96} يستوفي الشروط المذكورة أعلاه ويحتوي على 12 قاسم ولكنه ليس مؤلفاً للغاية، نظرًا لوجود عدد أصغر، وهو 60 و يحتوي على نفس عدد القواسم.

## النمو والكثافة
إذا كانت {\displaystyle Q(x)} تشير إلى عدد الأعداد المؤلفة للغاية الأقل من أو تساوي {\displaystyle x} ، فإن هناك ثابتين {\displaystyle a} و {\displaystyle b} ، كلاهما أكبر من 1 ، بحيث :
{\displaystyle (\log x)^{a}\leq Q(x)\leq (\log x)^{b}\,.}
تم إثبات الجزء الأول من هذه المتفاوتة بواسطة بول إيردس في عام 1944 والجزء الثاني بواسطة جان لويس نيكولاس في عام 1988. لدينا:
{\displaystyle 1.13862<\liminf {\frac {\log Q(x)}{\log \log x}}\leq 1.44}
بالإضافة إلى : 
{\displaystyle \limsup {\frac {\log Q(x)}{\log \log x}}\leq 1.71\ .}